# 602 a.C.
Il 602 a.C. (DCII a.C. in numeri romani) è un anno  del VII secolo a.C.

## Eventi

### Grecia
Aeropo I diventa re di Macedonia (fino al 576 a.C.)

## Morti
- Filippo I di Macedonia, re